# Laurin & Klement FC

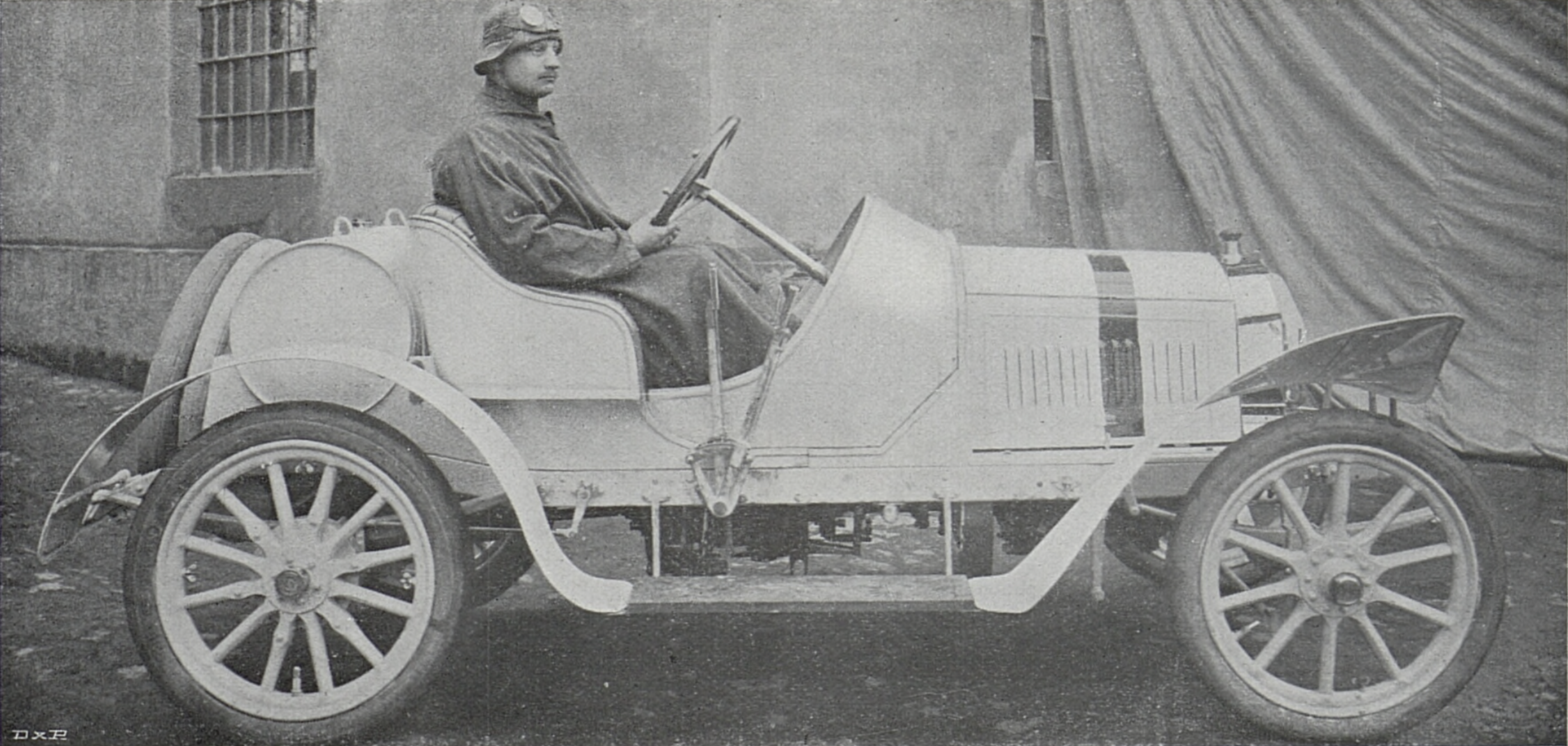
Otto Hieronimus mit Laurin & Klement FC (Český svět, 1908)

Der Laurin & Klement FC war der erste Renn- und Sportwagen der Marke Laurin & Klement. Der offene Zweisitzer kam 1907 heraus.
Der wassergekühlte, seitengesteuerte Vierzylinder-Viertaktmotor mit L-Kopf hatte einen Hubraum von 2439 cm³ und beschleunigte das Fahrzeug bis auf 80–90 km/h. Über das separate Getriebe und eine Kardanwelle wurde die Antriebskraft an die Hinterräder weitergeleitet. Der Rahmen des Wagens bestand aus genieteten Stahl-U-Profilen.